# Notylia peruviana
Notylia peruviana là một loài thực vật có hoa trong họ Lan. Loài này được (Schltr.) C.Schweinf. mô tả khoa học đầu tiên năm 1946.